# Víctor Lima
Víctor Rolando Lima Santana (Salto, Uruguay, 16 de junio de 1921 - Salto, 6 de diciembre de 1969) fue un poeta uruguayo. Compuso letras de canciones junto con Rubén Lena y Los Olimareños.

## Biografía
Nació el 16 de junio de 1921 en Salto, en calle Uruguay N.º 829, frente a la casa donde vivió Horacio Quiroga sus años de niñez y juventud. Fue 
hijo de Francisco Lima Onetti y de Mercedes Santana, y tuvo cuatro hermanos: Rodolfo Alberto, Raúl, Nilda y Lidia Renée.
Sus primeros años los pasó en la estancia de su abuelo en la zona del río Arapey Chico, en Zanja del Cobre. No terminó sus estudios secundarios y dedicó esos años a componer versos.
Con 16 años se trasladó a Montevideo e ingresó en el Ejército, a instancias del padre del escritor Juan Carlos Onetti, primo de su padre. Permaneció dos años hasta que desertó y se trasladó a Buenos Aires donde residió cinco años.
Su primer libro de poemas fue publicado por Ediciones Pueblos Unidos en 1948, Canto del Salto Oriental. Uno de los principales ejes temáticos de su obra poética es la inserción en el paisaje del hombre y la mujer.
En este libro están publicadas sus primeras canciones, como Aire Salteño, Vegetal; La Naranja, Pequeña elegía a un naranjo muerto, Tres Momentos, Salto Grande, Litoral, Canción del Jangador y Canción de los dos arroyos. Entre las letras hay canciones dedicadas a los estudiantes y otras donde aparecen personajes del pueblo como lavanderas y niños pobres.
Se integró a la actividad cultural salteña de los años 1950 formando parte de la Asociación «Horacio Quiroga», también integrada por el escritor Enrique Amorim.
Viajó al río Olimar en Treinta y Tres donde se estableció durante un tiempo y conoció a Rubén Lena y a Los Olimareños. Con ellos inició una colaboración que duró hasta su fallecimiento.
Regresó a Salto, enfermo pero en actividad, llegando a tener 120 poesías en un cuaderno. Fue internado en el hospital Salto al complicarse su enfermedad, pero solía escaparse al no soportar la quietud y el encierro.
Falleció el 6 de diciembre de 1969 al arrojarse a las aguas del río Uruguay para poner fin a su vida. Su madre había fallecido un mes y tres días antes.
Su segundo libro, Milongas de Peñaflor, fue editado seis días después de su muerte, el 12 de diciembre de 1969.
En 2010 se publicaron sus obras completas bajo el título Víctor Lima, obras completas, en edición preparada por su sobrino, el periodista y director de teatro Roberto Lucero. En 2009 se publicó la antología Víctor Lima – Con guitarra y sin guitarra con selección, prólogo y notas de Leonardo Garet.

## Homenajes
En Salto existen varios homenajes: la escuela «Víctor Lima», el escenario «Víctor R. Lima» en el Parque Harriague y un monumento en la Costanera Sur y Juan Pablo II, obra del artista salteño Juan Martínez. Este monumento, sobre una base de césped y hormigón, consta de una masa de siete volúmenes cilíndricos, truncados en su parte superior, donde se cuida la sobriedad de las formas, que al ser tocadas por la luz del sol alargan sus sombras y resaltan las formas cilíndricas. De noche es iluminado por tres reflectores y luces de colores. El volumen cilíndrico mayor tiene 9 m de altura y decrecen un metro por cada uno. Está realizado en hormigón y cantos rodados gruesos (pedregullo grueso). Posee partes lisas y ásperas y existe una separación no mayor a 40 cm entre uno y otro.

## Obras
- Canto del Salto Oriental (Ediciones Pueblos Unidos, 1948, ilustraciones de José Echave)
- Milongas de Peñaflor (Ediciones Salto Oriental, 1969, póstumo)
- Víctor Lima – Con guitarra y sin guitarra (Colección Escritores Salteños vol. 18, 2009, selección, prólogo y notas de Leonardo Garet)
- Víctor Lima, obras completas (2010)

## Canciones (selección)
- A orillas del Olimar
- Adiós a Salto (o Adiós, mi Salto)
- Caminito de la Escuela
- Candombe mulato
- Cosas de Artigas
- El aguaterito
- El clinudo
- El dinero
- La canción del estudiante
- La despedida
- La piedra, el árbol y el río
- La sanducera
- La segunda independencia
- Las dos querencias
- Madre mía
- Mi condición
- Milonga del caminante
- Negro y blanco
- No esconda la mano
- Nostalgias olimareñas
- Para dormir al hijo de una lavandera (Víctor Lima - Braulio López)
- Sembrador de abecedario
- Cosas de Artigas[7]

## Galería de imágenes

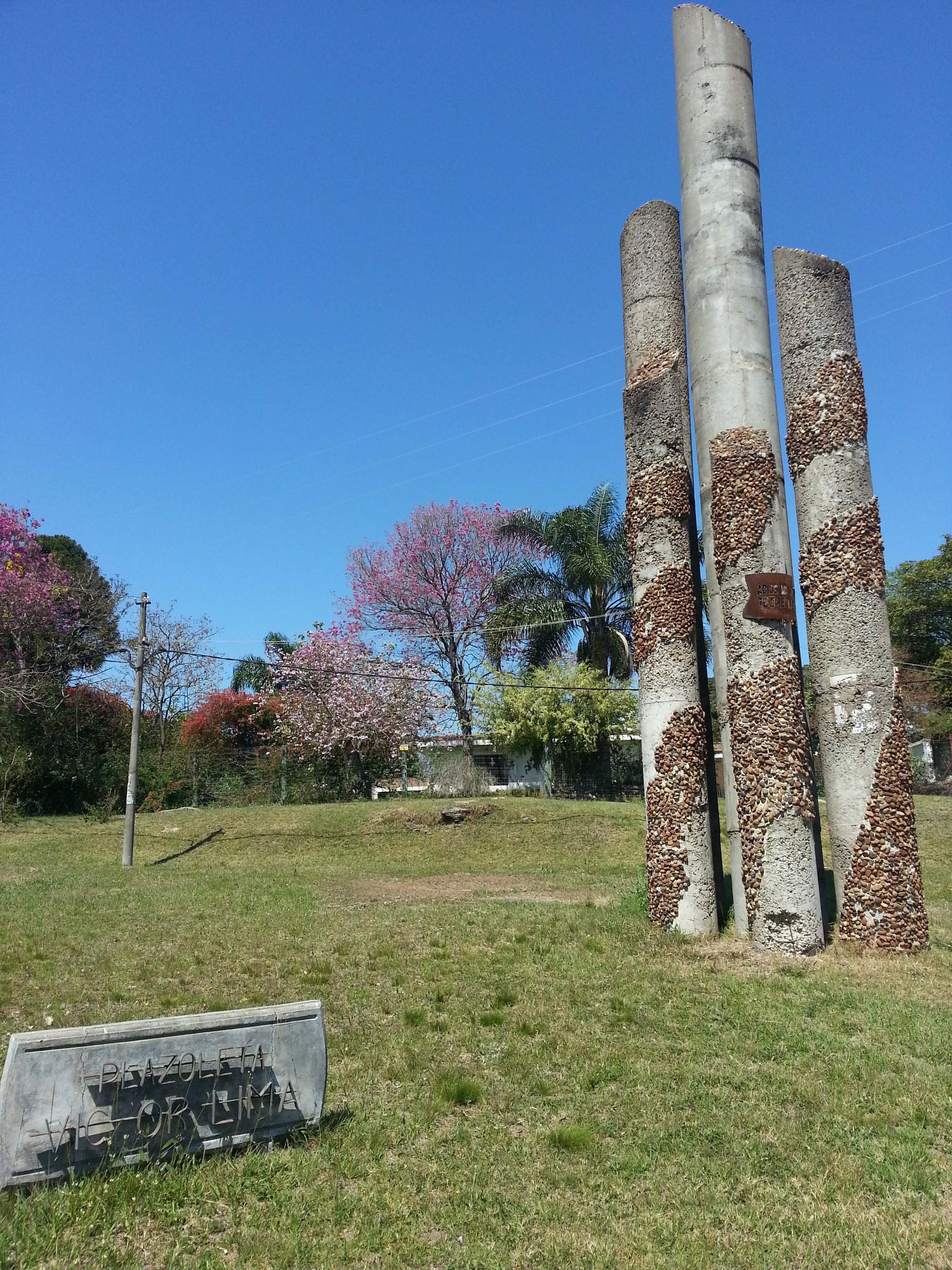
Plazoleta en homenaje a Víctor Lima en su ciudad natal, Salto.
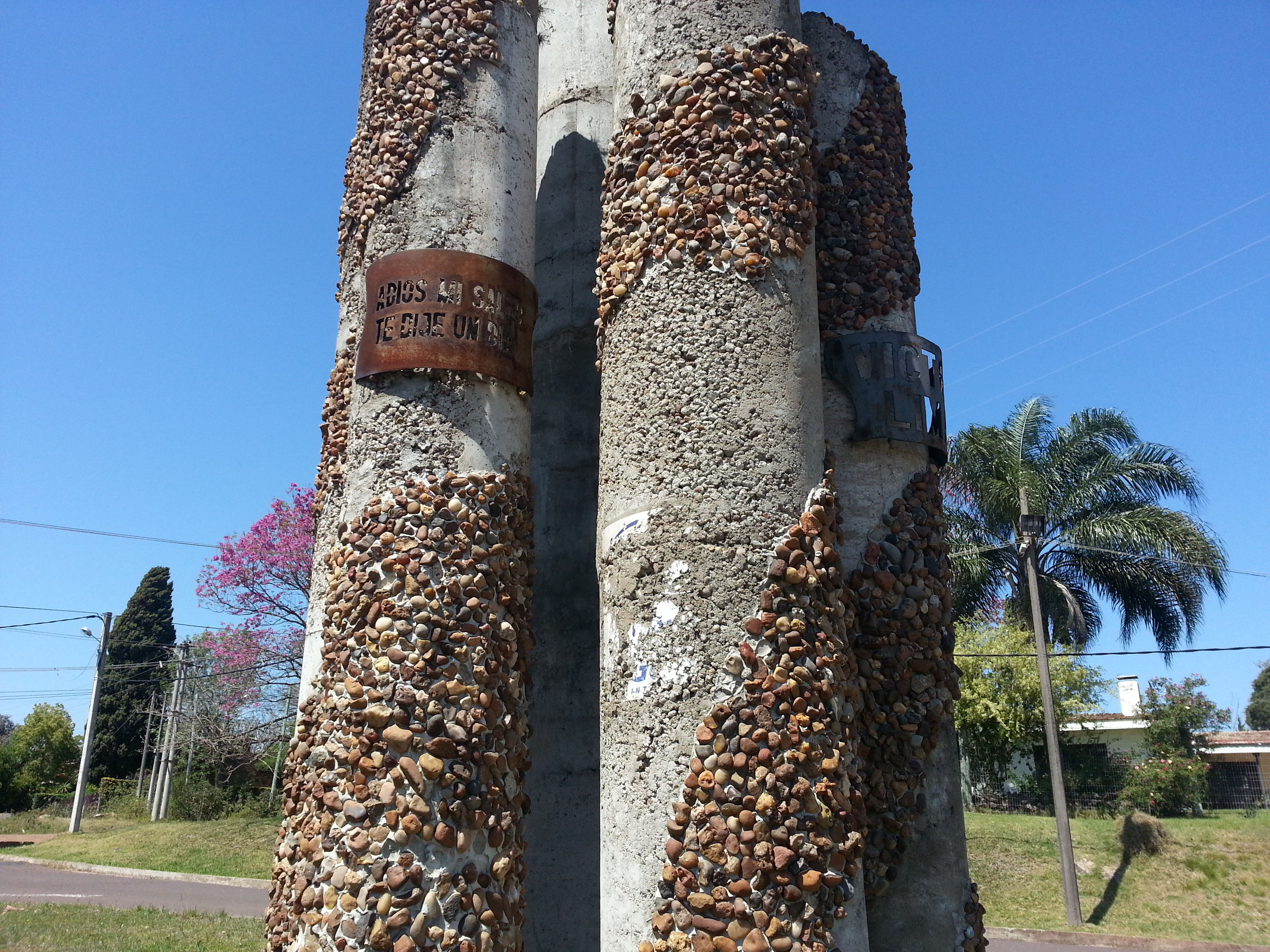
Detalle del monumento, creado por el artista Juan Martínez (Salto)